# Antonio Rosales
José Antonio Abundio de Jesús Rosales Flores (Juchipila, Zacatecas; 11 de julio de 1822-Álamos, Sonora; 24 de septiembre de 1865) fue un militar mexicano que participó en la Guerra de Reforma y en la Segunda Intervención Francesa en México, y durante estos conflictos fue nombrado gobernador del Estado de Sinaloa.

## Infancia y estudios
Nació el 11 de julio de 1822 en Juchipila, Zacatecas. Estudió la primaria en el estado de Zacatecas, y al finalizar estos estudios, fue enviado por sus padres al Seminario de Guadalajara para continuar sus estudios de preparatoria. Sin embargo, no prosiguió los estudios pues ingresó a la Guardia Nacional en 1846. Después del conflicto armado contra Estados Unidos, regresó a Guadalajara donde fundó el periódico liberal El Cantarito. 
En Culiacán, se desempeñó después como director del Periódico Oficial y como Secretario Interino de Gobierno (1856-1857), teniendo el grado de coronel, en el año de 1857.

## Batalla en San Pedro

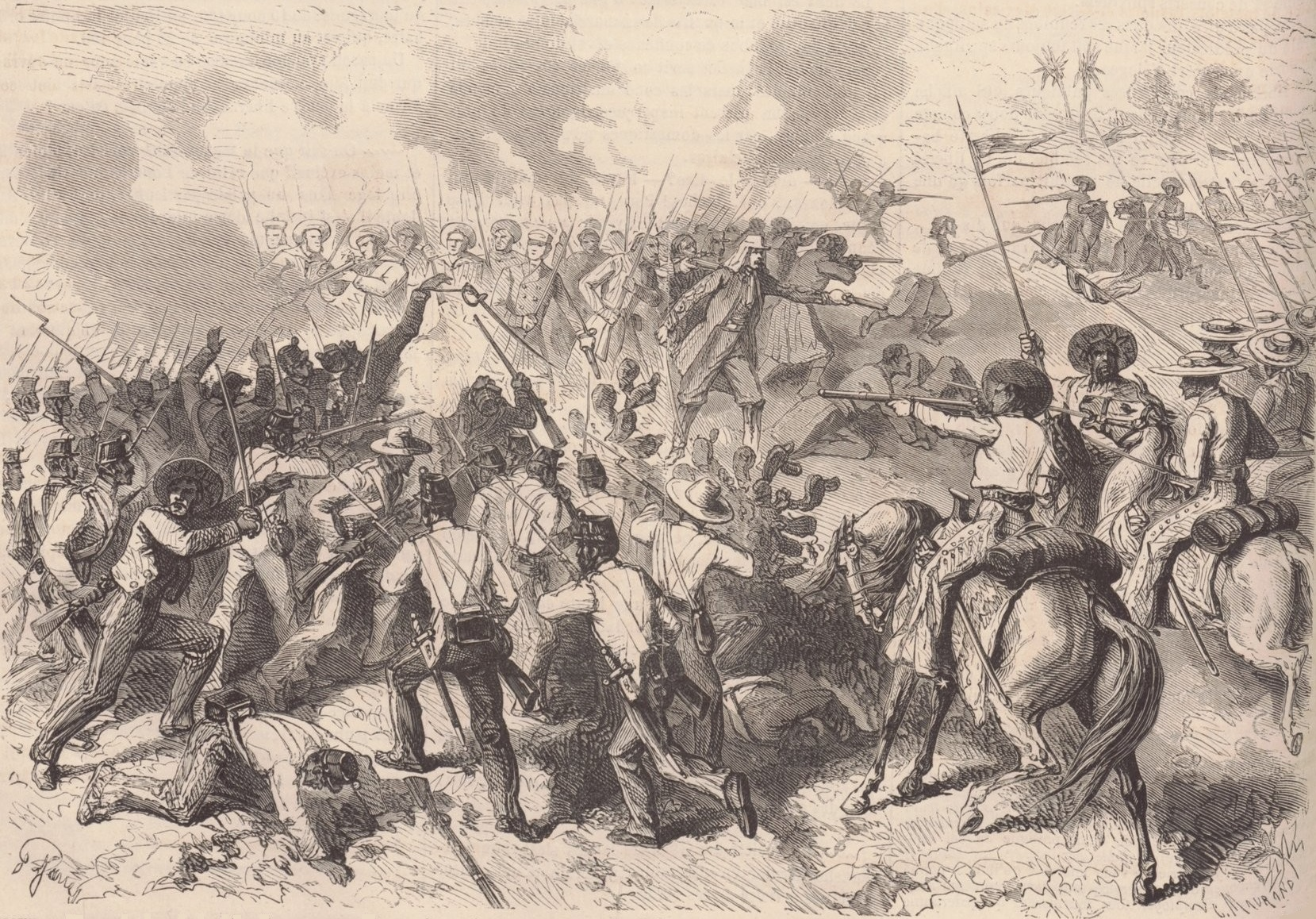
La escolta del General Cortès, al mando del Capitán de fragata Gazielle, es atacado por las fuerzas del Coronel Rosales cerca de San Pedro (Le Monde Illustré, n.º 414, 1865.).

Al frente de 264 hombres (algunas fuentes sugieren que fueron 400), Antonio Rosales derrotó al ejército invasor francés, después de que este desembarcara en el puerto de Altata, en un paraje llamado San Pedro el 22 de diciembre de 1864, en la batalla de San Pedro. Por esta razón se lo conoce como el "héroe de San Pedro", se dice que el ejército francés contaba con 700 u 800 elementos en esta batalla. Así Antonio Rosales defendió la Ciudad de Culiacán de la inminente invasión francesa.

## Sus asonadas
El 23 de junio de 1860 el coronel Antonio Rosales, Remedios Meza, Adolfo Palacio y Ricardo Palacio encabezaron un movimiento intentando derrocar al gobernador Plácido Vega. La asonada fue descubierta y los conspiradores fueron enviados a prisión. Antonio Rosales fue desterrado a Acapulco, de donde se fugó el 22 de julio de 1861. Para abril de 1863 Rosales regresó a Culiacán siendo nombrado prefecto. El día 25 de esos mismos mes y año, él y otros encabezaron una reunión en la que acordaron solicitar al presidente Benito Juárez no permitiera el regreso de Vega Daza a Sinaloa. El 9 de mayo de 1863 de nueva cuenta Rosales encabezó una asonada en contra de Plácido Vega, la cual fue también fue descubierta.
Desterrado en San Francisco, California, Antonio Rosales acudió a pedir ayuda a Plácido Vega, quien a la sazón era enviado de Benito Juárez para la compra de armas; el coronel le aseguraba que quería servir a su Patria. Haciendo a un lado cuestiones personales, Plácido Vega le proporcionó dinero para el viaje y gastos personales, así como cartas de recomendación dirigidas a los gobernadores de Sinaloa, Sonora y Colima. Fue así como Rosales se puso a las órdenes del gobernador de Sinaloa, Jesús García Morales.

## Rosales gobernador de Sinaloa y muerte
El día 15 de octubre de 1864 las tropas de Rosales y Ramón Corona entraron en Mazatlán para derrocar a García Morales. El día 19 siguiente Rosales fue nombrado gobernador del estado por Corona.
Tras abandonar la plaza de Mazatlán para entregarla a los franceses el 14 de noviembre de 1864, el 22 de diciembre siguiente Antonio Rosales se cubrió de gloria en la Batalla de San Pedro al derrotar a los franceses que intentaban tomar Culiacán. A principios de mayo de 1865 Ramón Corona ordenó a Ascensión Correa se sublevara en contra de Rosales, quien hubo de esconderse en unas casas. Pocos días después Rosales renunció a la gubernatura y Corona nombró en su lugar a Domingo Rubí.
Rosales perdió la vida en combate en la batalla de 1865 en Álamos, Sonora un 24 de septiembre, en contra de las huestes imperialistas al mando de don José María Tranquilino Almada, el famoso `Chato Almada´. En dicha ciudad reposaron sus restos hasta el año de 1923 cuando fueron trasladados a la Rotonda de las Personas Ilustres en la Ciudad de México, sin embargo, en el panteón de Álamos aún se conserva el obelisco original de su sepulcro.

## Logros

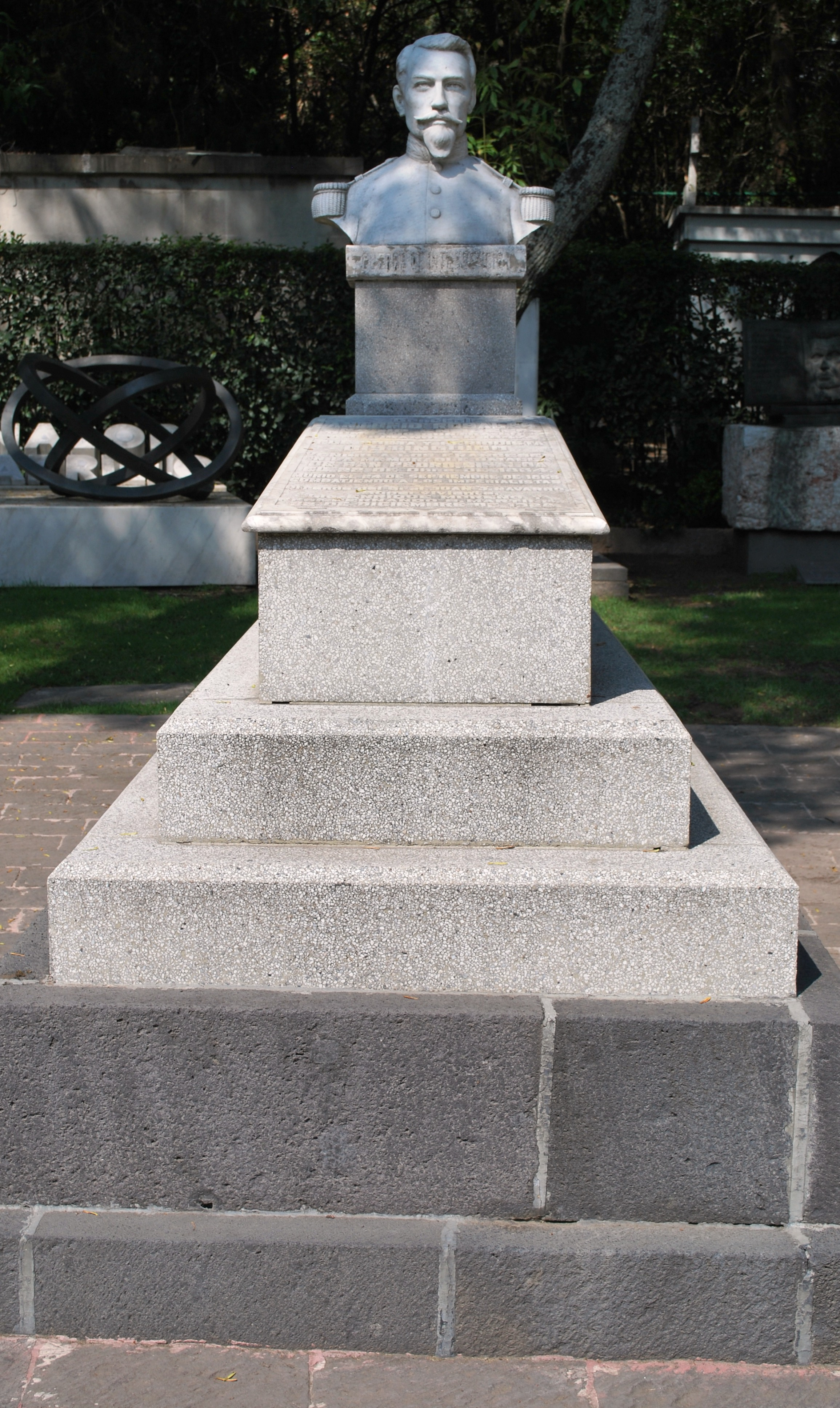
Sepulcro de Antonio Rosales en la Rotonda de las Personas Ilustres (México).

El Congreso del Estado aprobó en su honor una ley que establece un colegio de instrucción secundaria intitulado «Liceo Rosales» hoy Universidad Autónoma de Sinaloa que se le conoce coloquialmente en el Estado de Sinaloa con el apodo de "Casa Rosalina" y por esta distinción una plazuela ubicada al frente de la misma Universidad en el Centro Histórico de Culiacán recibe el nombre de este personaje. 
Gracias a este ilustre personaje, la ciudad capital de Sinaloa, lleva hasta el día de hoy su apellido honrando al militar de su gran hazaña, por esto el nombre oficial de la capital de Sinaloa es Culiacán Rosales.
Algunos comparan a Antonio Rosales con el mismo Ignacio Zaragoza, pues Rosales también derrotó a los franceses en las costas de Sinaloa. El Ejército francés era el más poderoso en aquellos tiempos. Rosales, sin embargo, no ha recibido un reconocimiento proporcional a sus acciones, debido a lo poco que se conoce sobre su persona.
Antonio Rosales no ha recibido el reconocimiento apropiado por falta de conocimientos. Sin embargo se tienen algunos datos que rectifican sus acciones en esta batalla. Es por eso que en Sinaloa se le ha hecho honor poniendo a la capital del estado su apellido. Sobre su descendencia se sabe poco, algunos datos de actas nos han llevado a generaciones posteriores a la muerte del guerrero que nos llevan al estado de Veracruz, donde se sabe que uno de sus hijos crio a su familia en este lugar.
Tiempo después emigraron al estado mexicano de San Luis Potosí, donde hasta el día de hoy habitan vástagos con su sangre.
Los Rosales conservan la sangre de liderazgo, sin embargo la gente habla sobre su humildad que era una característica de Antonio Rosales. Se conoce a Teodoro Rosales Serna, quien fue médico por parte de la Universidad Autónoma de San Luis Potosí (UASLP), además se le conoce por su cercana amistad con el doctor Salvador Nava Martínez. Tanta era su amistad que el menor de los hijos de Teodoro Rosales Serna, fue ahijado de Salvador Nava.